# Dejlidany
Dejlidany (lit. Dailidėnai) – wieś na Litwie, w okręgu wileńskim, w rejonie wileńskim, w gminie Niemenczyn.

## Historia
W XIX i w początkach XX w. położone były w Rosji, w guberni wileńskiej, w powiecie wileńskim. Po I wojnie światowej pod administracją polską, w Zarządzie Cywilnym Ziem Wschodnich. W latach 1920–1922 w składzie Litwy Środkowej.
Od 11 kwietnia 1922 leżały w Polsce, w województwie wileńskim, w powiecie wileńsko-trockim, w gminie Niemenczyn. W 1931 miejscowość liczyła 132 mieszkańców, zamieszkałych w 22 budynkach.
Po II wojnie światowej w granicach Związku Sowieckiego. Od 1991 na niepodległej Litwie.

## Ludzie związani z miejscowością
- Feliks Turłowicz (ur. w 1897) – rolnik z Dejlidanów, żołnierz 77 Pułku Piechoty, kawaler Virtuti Militari, zmarł w 1920 w wyniku ran odniesionych podczas walk z bolszewikami[3].